# Ромашкинский сельский совет
Ромашкинский сельский совет (укр. Ромашкінська сільська рада, крымскотат. Soqur Quyu köy şurası) — согласно законодательству Украины — административно-территориальная единица в Сакском районе Автономной Республики Крым.
Население сельсовета по переписи 2001 года — 2398 человек; площадь — 62 км².
К 2014 году состоял из 2 сёл:
- Ромашкино
- Колоски

## История
Икорский сельский совет был образован, видимо, в 1930-е годы, поскольку на 1940 год он уже существовал в составе Евпаторийского района. Указом Президиума Верховного Совета РСФСР от 21 августа 1945 года Икорский сельсовет был переименован в Ромашкинский. С 25 июня 1946 года сельсовет в составе Крымской области РСФСР, а 26 апреля 1954 года Крымская область была передана из состава РСФСР в состав УССР. На 15 июня 1960 года в составе совета числились сёла:

| - Заозёрное - Колоски - Лимановка | - Песчанка - Ромашкино | - Чесноково - Уютное |

К 1968 году совет обрёл нынешний состав. С 12 февраля 1991 года сельсовет в восстановленной Крымской АССР, 26 февраля 1992 года переименованной в Автономную Республику Крым. С 21 марта 2014 года в составе Крыма аннексирован Россией. Законом «Об установлении границ муниципальных образований и статусе муниципальных образований в Республике Крым» от 4 июня 2014 года территория административной единицы была объявлена муниципальным образованием со статусом сельского поселения.